# カラタチ
カラタチ（枳殻・枸橘、学名: Citrus trifoliata L.）、はミカン科ミカン属に分類される落葉低木の1種。中国原産。学名の trifoliata は三枚の葉の意でこの複葉から。原産地は長江上流域。日本には8世紀頃には伝わっていたとされる。

## 名称
和名カラタチの名は唐橘（からたちばな）が詰まったものである。別名でもカラタチバナともよばれる。別名では、キコク（枳殻）ともよばれる。中国植物名（漢名）は、枸橘（くきつ）という。

## 歴史・生育地
中国中部の原産。日本にも広く植えられている。日本へは古くに渡来し、奈良時代末期に成立したと言われる『万葉集』にも名が見られる。平安時代には果実が薬用にされた。現代では、生け垣などに植栽されているのが見られる。柑橘類の中でも最も耐寒性が強く、やせた土地にも耐えて生育でき、東北地方、北海道（一部）でも生育する。

## 特徴
落葉広葉樹の低木から小高木で、樹高は2 - 4メートル (m) 程。樹皮は暗灰褐色で成木は細かい縦筋が入り、若木では生長と共に緑地に褐色の縦筋が入り、皮目が多くざらつく。枝は緑色で太く、稜角があり、3センチメートル (cm) にもなる大きくて鋭い刺が互生する。この刺の基部が幅広いのは本種の特徴で、葉の変形したもの、あるいは枝の変形したものという説がある。
葉は互生し、3小葉の複葉（3出複葉）で、葉柄に翼がある。小葉は4 - 6 cm程の楕円形または倒卵形で、周囲に細かい鋸状歯がある。葉はアゲハチョウの幼虫が好んで食べる。

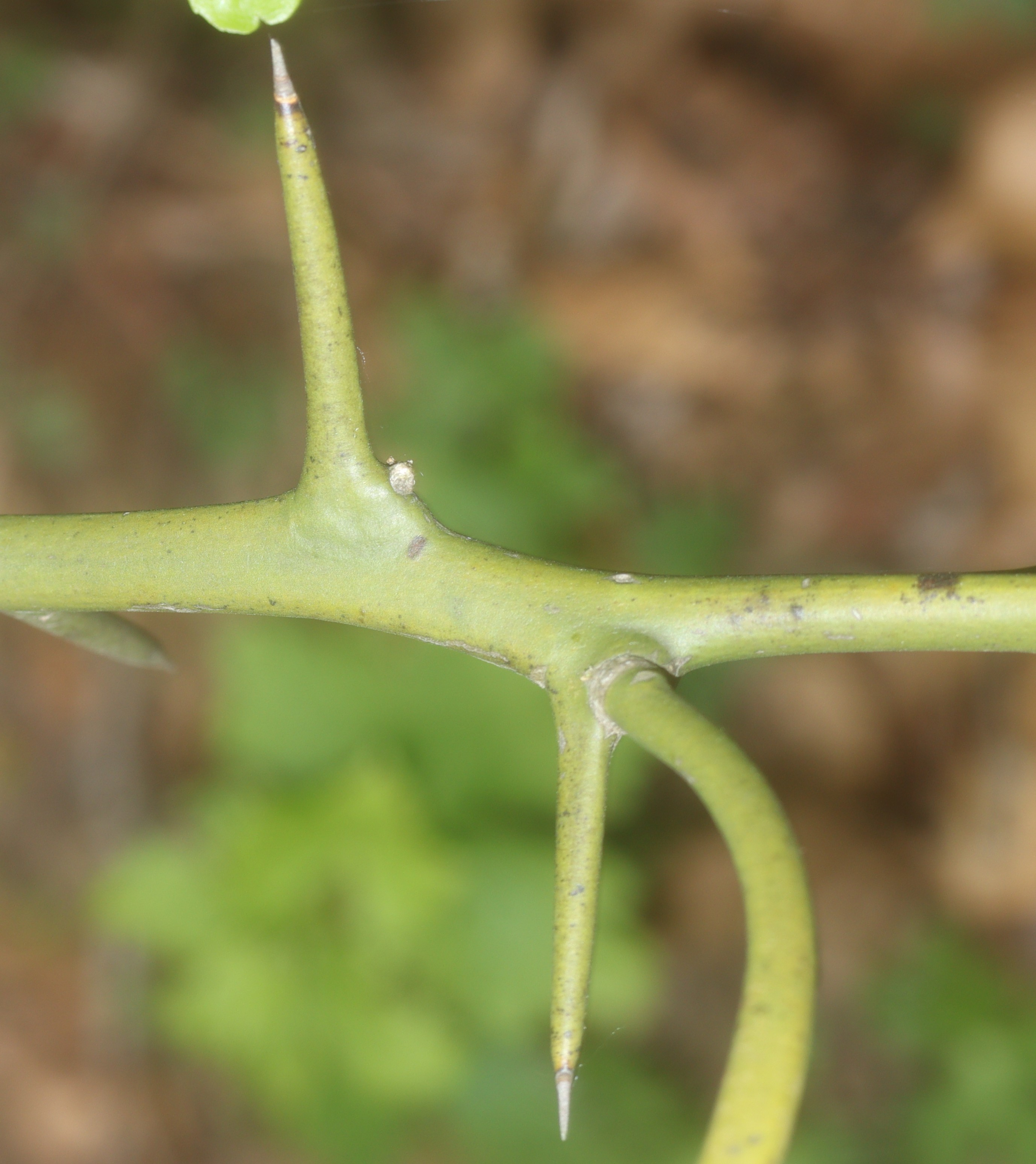
枝は緑色で太く、鋭い刺が互生する
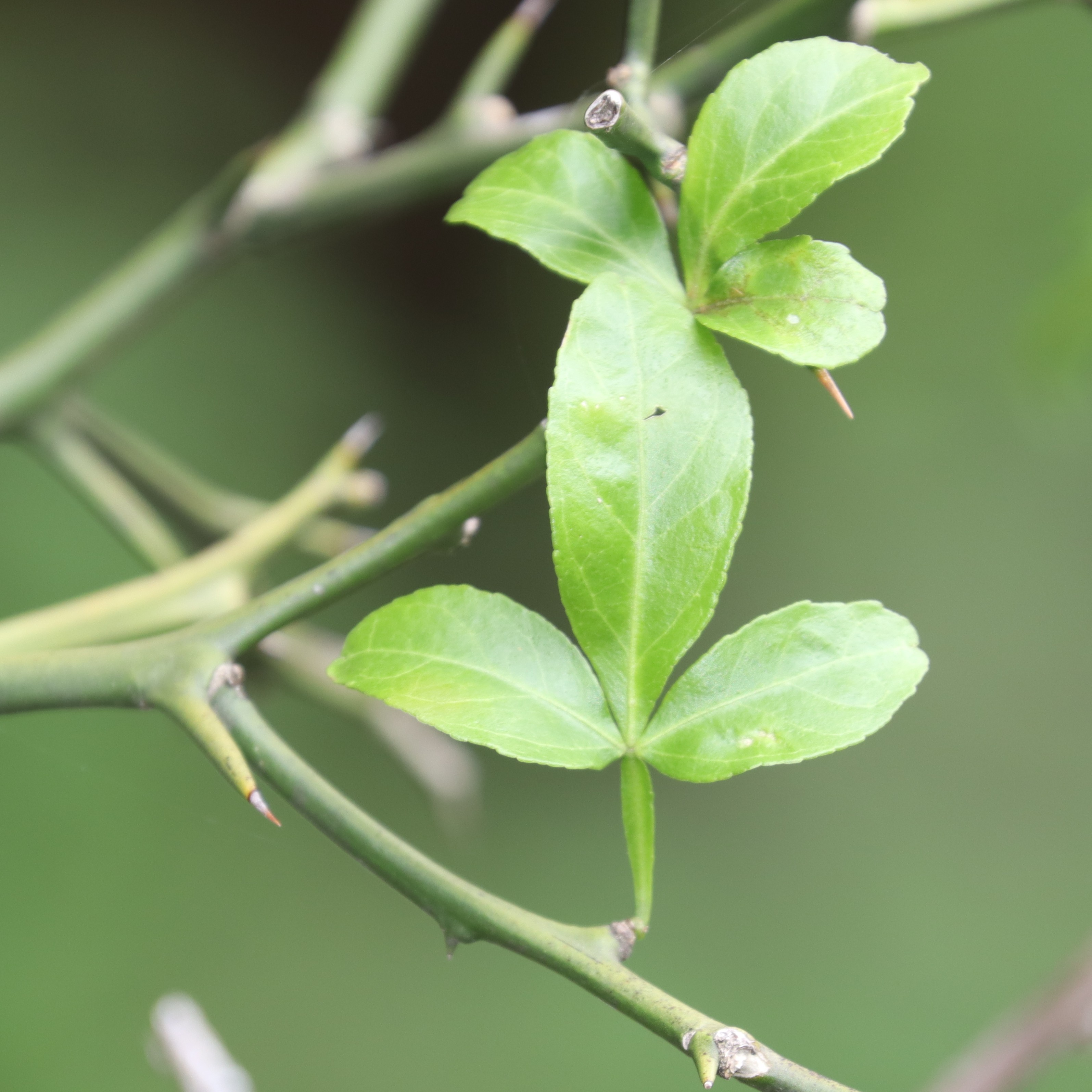
3小葉の複葉で、葉柄に翼がある

花期は春（4 - 5月）で、葉が出る前に3 - 4 cm程の5弁の白い花を咲かせ、芳香がある。花のあとには、径3 - 4 cmの球形で軟毛に覆われた緑色の果実をつけ、秋には熟して黄色くなる。果実は食用になるが、種子が多く強い酸味と苦味があるため、そのままでは食用には向かない。

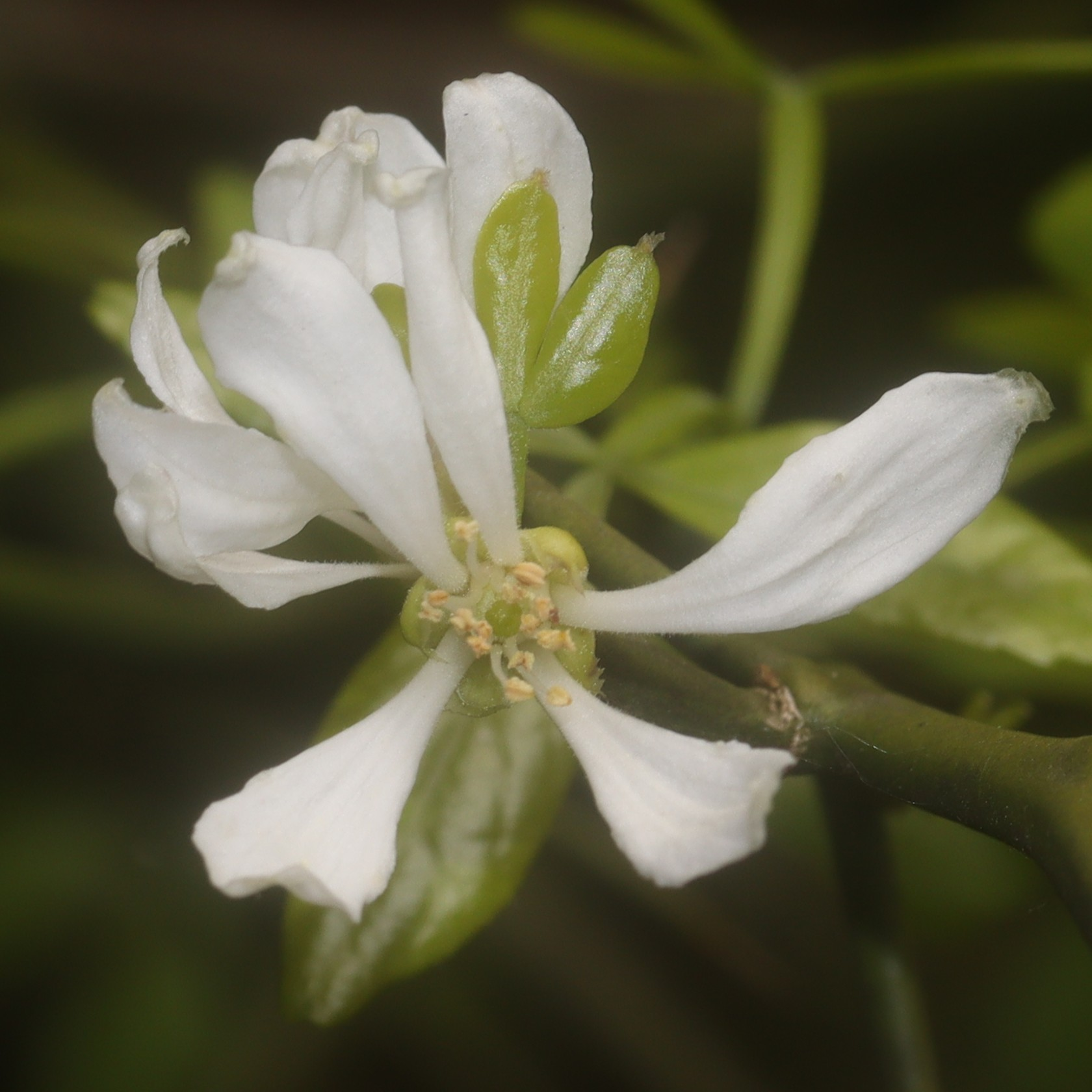
5弁の白い花
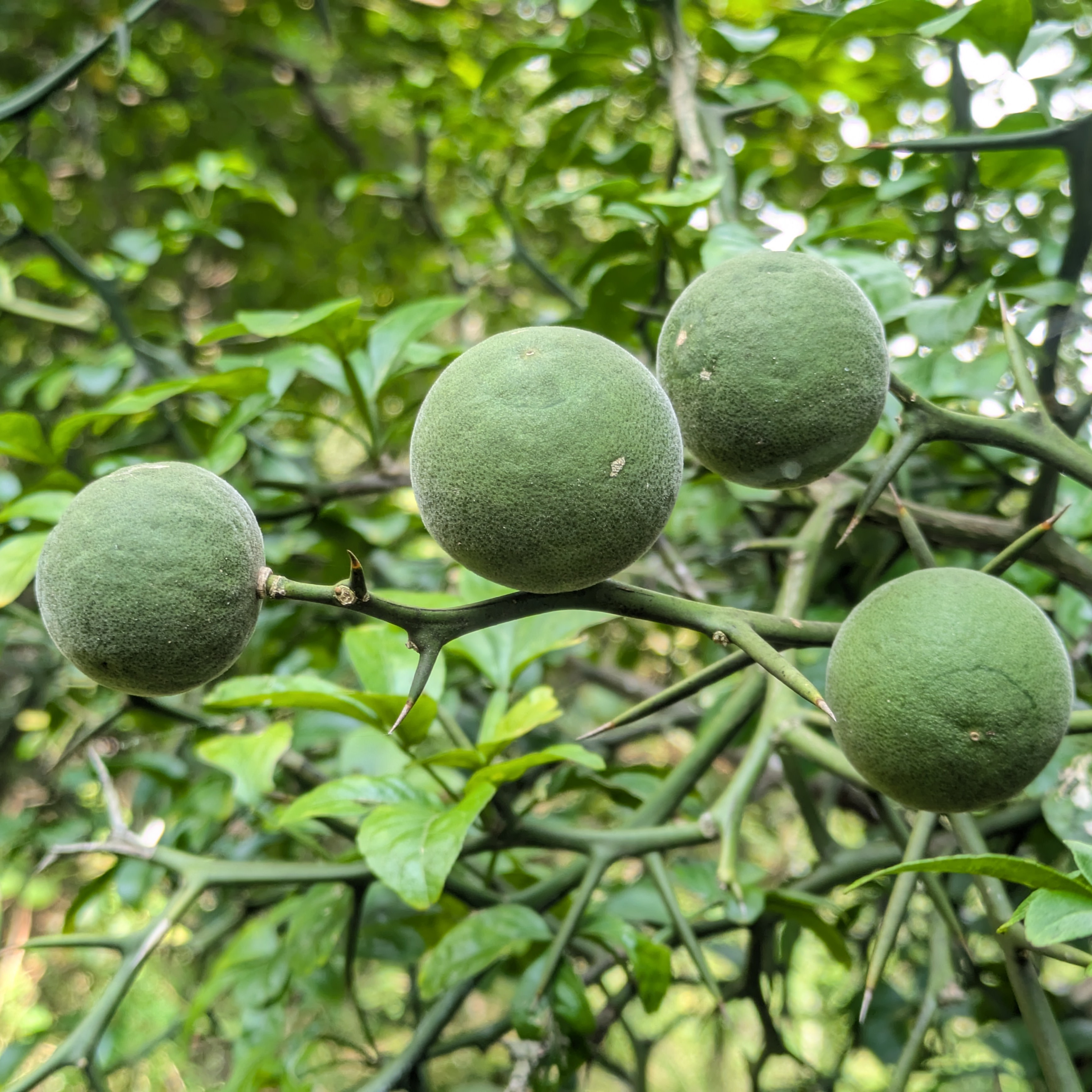
果実
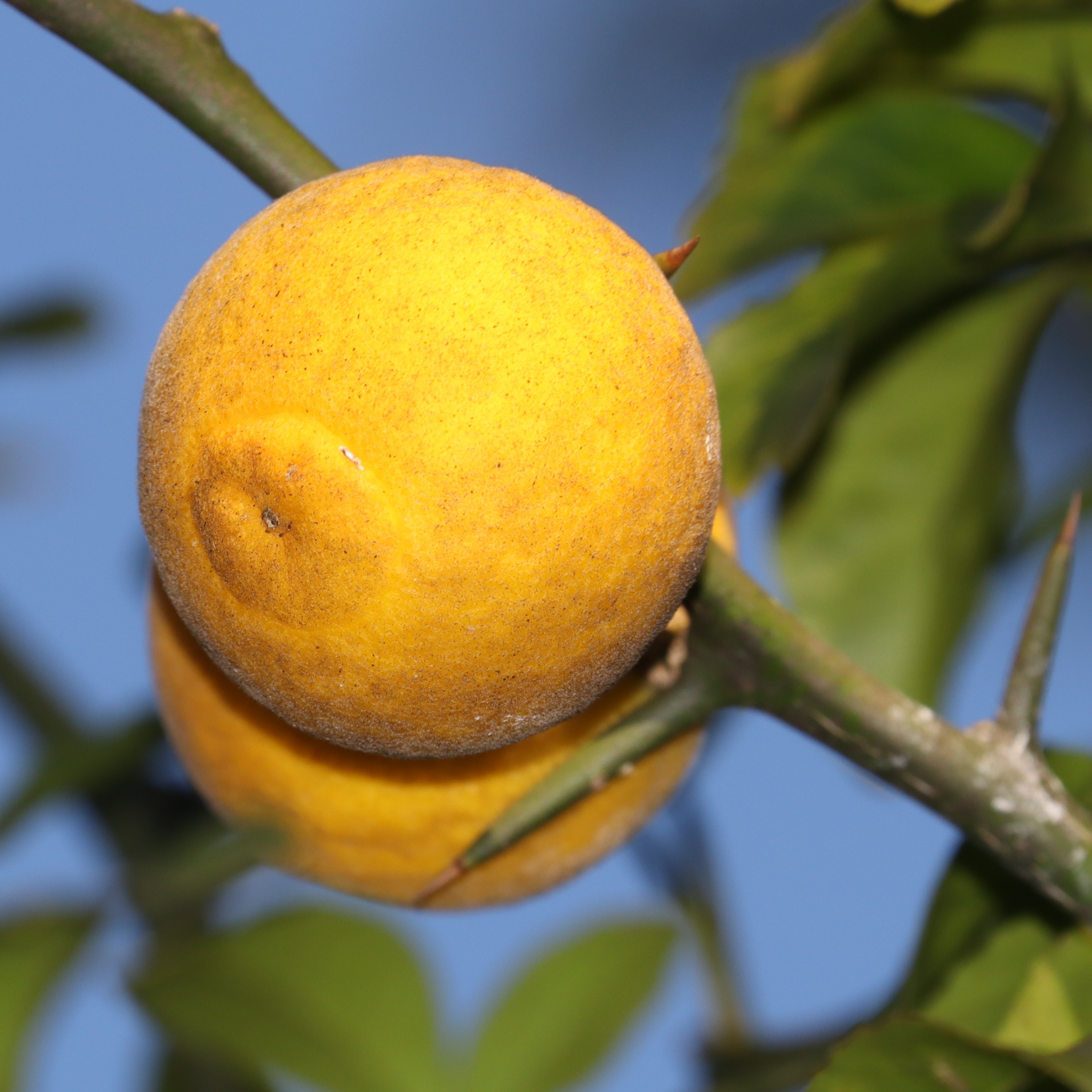
熟した果実

冬芽は側芽が枝に互生し、半円形で棘の基部の上側につき、赤褐色の芽鱗2 - 3枚に包まれている。棘の下側には葉痕が残り、この葉痕からも葉が芽吹くこともある。
栽培品種として、枝やトゲが湾曲するヒリュウ（飛龍）や、枝やトゲの湾曲がヒリュウよりもさらに激しく成長も極めて緩慢な「香の煙」が存在する。どちらの品種も「雲龍カラタチ」の名前で販売されていることが多い。

## 利用
鋭い刺があることから、外敵の侵入を防ぐ目的で生垣によく使われる。畑の守りだけではなく、住宅の庭の周りにもしばしば使われてきた。しかし住宅事情の変化などからこの刺が嫌われ、また生垣そのものが手入れの面倒からブロック塀などに置き換えられたため、1960年代ころからカラタチの生垣は減少した。
日本ではウンシュウミカンなどの柑橘類を栽培するときに、台木として使われる。病気に強いことや、早く結実期に達することなどの利点があるが、ユズやナツミカンの台木にくらべると寿命が短いという欠点もある。
果実の利用は一般的ではなく、果実酒の材料として使われる程度である。果実には強い酸味とポンシリンによる苦味があるため果実自体の食用は難しい。
オレンジとカラタチの細胞融合による雑種に「オレタチ」がある。

### 薬用
未成熟の果実を乾燥させたものは、枳殻（きこく）とよばれる生薬であるが、中国薬物名では枳実（きじつ）ともよんでいる。成熟果実の場合は、中国薬物名で枳殻とよんでいる。枳殻は、漢薬本来はナツミカンで、ミカンの大型の未熟果であるという説もある。また、日本ではカラタチ果実の生薬のことを枳実（きじつ・きじゅつ）と呼んで通用もしているが、これは日本での誤用でカタタチの漢名にあてたものだとする説がある。カラタチの漢名は「枸橘」と書く。
カラタチ果実からつくる生薬は、果実を採って、輪切りで天日干しして調製したもので、芳香性の健胃作用、利尿作用、発汗作用、去痰作用があるとされ、未熟果よりも成熟果のほうが作用が穏やかである。乾燥が不十分だと吐き気が出る恐れがある。使い方は、生薬1日量2 - 10グラムを水400 ccで半量になるまで煎じて、1日3回に分けて服用する用法が知られている。胃腸の熱を冷ます薬草で、妊婦、冷え性、虚弱体質に人への服用は禁忌とされる。民間では、皮膚を美しく保つ効果もあるとされており、果実や枝葉を随時浴湯料として風呂に入れると、皮膚をきれいにして、体を温め、発汗、去痰を促すといわれている。
近年の研究により、カンキツトリステザウイルス(CTV)に対する免疫性を有する機能性成分の一つである、オーラプテンを高濃度に含有することが明らかになっている。オーラプテンはその他にも発ガン抑制作用や抗炎症作用、脂質代謝改善効果やメタボリックシンドロームに伴う炎症反応の緩和効果等を持つ。

## カラタチを題材にした作品の例
- からたちの 茨苅り除け 倉立てむ 屎遠くまれ 櫛造る刀自（詠人：忌部首〔いんべのおびと〕 万葉集 巻十六）
- 「からたちの花」（作詞：北原白秋、作曲：山田耕筰）[9]
- 「からたちの花」（歌：樋口可南子、作詞：流れ星犬太郎、作曲：井上陽水）
- 「からたち日記」（歌：島倉千代子、作詞：西沢爽、作曲：遠藤実）
- 「からたちの小径」（歌：島倉千代子、作詞：喜多條忠、作曲：南こうせつ）
- 「からたち野道」（歌：THE BOOM、作詞：宮沢和史、作曲：宮沢和史）
- 「枳」（歌：天野月子、作詞：天野月子、作曲：天野月子）
- 「枸橘」（歌：清春、作詞：清春、作曲：清春）